# Meike Harten
Meike Harten (* 9. Mai 1962 in Hamburg) ist eine deutsche Schauspielerin, Hörspielsprecherin, Hörbuchsprecherin, und Regisseurin.

## Leben
Meike Harten absolvierte in ihrer Heimatstadt die Ausbildung zur Schauspielerin und wechselte nach deren Abschluss 1985 an das Landestheater Detmold ins dortige Anfänger-Engagement. Ihre nächste Station war das Schauspielhaus Graz, ehe sie nach Hamburg zurückkehrte und hier an nahezu allen renommierten Theatern auf der Bühne zu sehen war und ist: Deutsches Schauspielhaus, Ernst-Deutsch-Theater, Ohnsorg-Theater, Theater im Zimmer, Altonaer Theater, Komödie Winterhuder Fährhaus und das Theater Kontraste. Weitere Engagements führten sie nach Berlin, Wien, sowie zu den Festspielen nach Bad Hersfeld, Heppenheim und Mayen.
Unter den zahlreichen Rollen, die Meike Harten bislang auf der Bühne verkörperte, waren so unterschiedliche wie z. B. die Recha in Nathan der Weise, die Titelrolle in Iphigenie auf Tauris, die Barbara in Honigmond von Gabriel Barylli, die Gertrud Deuter in Die Hose oder die Augustine in Acht Frauen. Bis April 2016 stand sie neben Joachim Bliese und Ulrike Folkerts in der deutschen Erstaufführung des Stückes Chuzpe von Lily Brett auf der Bühne der Hamburger Kammerspiele.
Seit 2002 führt Meike Harten auch Regie. Ihren Einstand hatte sie am Altonaer Theater, es folgten bisher 18 Inszenierungen an weiteren Bühnen in Hamburg, regelmäßig am Theater Kontraste in der Komödie Winterhuder Fährhaus. Hier feierten zuletzt, Die Firma dankt von Lutz Hübner, Der Hässliche von Marius v. Mayenburg und Der Vorname von M.Delaporte & A.de la Patellière, Erfolge und Auszeichnungen.
1988 war Meike Harten in Wenn du Geld hast, einer Fernsehaufzeichnung aus dem Ohnsorg-Theater, zum ersten Mal auf dem Bildschirm zu sehen. Ihr Debüt vor der Kamera gab sie 1993 in einer Folge der Kultserie Großstadtrevier. Seitdem war sie in verschiedenen Krimiserien zu sehen, u. a. in zwei Folgen der Reihe Tatort. Darüber hinaus ist sie als Sprecherin in Hörspielen und Hörbüchern tätig, auch in Produktionen für Kinder.
Meike Harten lebt in Hamburg. Der Comiczeichner und Cartoonist Ulf Harten ist ihr Bruder.

## Auszeichnungen
- 2009: Rolf-Mares-Preis für das Bühnenbild von Eva Humburg, in der Inszenierung von Meike Harten Leas Tag.
- 2010: Rolf-Mares-Preis für Meike Harten, in der Kategorie herausragende Darstellerin, in der Produktion Die Ratte.
- 2012: Rolf-Mares-Preis für das Bühnenbild von David Hohmann, in der Inszenierung von Meike Harten Die Firma dankt.
- 2014: Rolf-Mares-Preis für Kerstin Hilbig als herausragende Darstellerin, in der Inszenierung von Meike Harten Der Hässliche.

## Filmografie (Auswahl)
- 1988: Wenn du Geld hast
- 1993: Großstadtrevier
- 1996: Schlag 12
- 1997: Küstenwache – Die Operation
- 2001: Tatort: Hasard!
- 2002: Tatort: Undercover
- 2003: Die Pfefferkörner – Katja unter Verdacht
- 2004: Doppelter Einsatz – Tödliche Wahrheit
- 2005: Die Rettungsflieger – Lügen und Geheimnisse
- 2013: Heiter bis tödlich: Morden im Norden – Der Pudelkaiser
- 2014: SOKO Wismar – Toter Eisbär
- 2014: Kripo Holstein – Mord und Meer – Rauchende Colts
- 2015: Küstenwache – Entfesselte Wut

## Hörspiele & Hörbücher (Auswahl)
- 2013: Angelika Mechtel: Geschichten von der Schule, Jumbo Neue Medien & Verlag (Hörbuch)
- 2015: Philip Pullman: Der goldene Kompass (His Dark Materials, Hörspiel, als  Mrs. Coulter), NDR Info/ Silberfisch, ISBN 978-3-86742-199-7